# Zygmunt Choreń
Zygmunt Choreń, né le 24 mai 1941 à Brzozowy Kąt (Lublin), est un architecte naval polonais. Il est le propriétaire de la société d'architecture navale « Choreń Design and Consulting », qu'il a fondé en 1992. 

## Carrière
Zygmunt Choreń est diplômé de l’École polytechnique de Gdańsk et de l'Institut de construction navale de Saint-Pétersbourg.
Après ses études il entre au Chantier naval Lénine de Gdańsk, où il travaille aux études et à la construction d'une série de grands voiliers.
En 1992, il fonde sa propre compagnie à Gdańsk, Choreń Design and Consulting, pour la conception de navires et le conseil en architecture navale. Il y conçoit des voiliers et des bateaux de commerce de toutes sortes, ainsi que des études d'améliorations de navires existants.
Parmi les navires qui ont été conçus par Choreń, se trouvent les voiliers :
- 1980 – Pogoria
- 1982 – Dar Młodzieży
- 1982 – Iskra II
- 1984 – Kaliakra
- 1985 – RV Oceania
- 1987 – Druzhba
- 1987 – Mir
- 1988 – Alexander von Humboldt (refonte)
- 1989 – Khersones
- 1989 – Pallada
- 1991 – Nadejda
- 1991 – Fryderyk Chopin
- 1991 – Kaisei
- 1995 – Estelle
- 2000 – Royal Clipper
- 2002 – Mephisto
- 2008 – Mały Książę
- 2010 – Running On Waves
- 2015 – Lê Quý Đôn  Viêt Nam
- 2017 – El-Mellah  Algérie
- 2017 – Flying Clipper